# Kritsada Kaman
Pour les articles homonymes, voir Kaman.
Kritsada Kaman (en thaï : กฤษฎา คามาน), né le 18 mars 1999 à Trat, est un footballeur international thaïlandais. Il joue au poste de milieu défensif ou de défenseur central à BG Pathum United.

## Bioagraphie

### En sélection
Il fait ses débuts avec la Thaïlande le 5 décembre 2021, contre le Timor oriental, lors de l'AFF Suzuki Cup. La Thaïlande remporte le tournoi, en battant l'Indonésie en finale.

## Palmarès
Thaïlande
- AFF Suzuki Cup :
  - Vainqueur : 2021.

 Chonburi FC
- Coupe de Thaïlande :
  - Finaliste : 2021.